# Dunderry Lodge
Dunderry Lodge is een restaurant gevestigd in Dunderry, Navan, County Meath, Ierland. Het is een kwaliteitsrestaurant dat één Michelinster had in de periode 1986 tot en met 1989.
Ten tijde van de Michelinster was Catherine Healy de chef-kok van Dunberry Lodge.